# 台灣原住民筆會
台灣原住民筆會，台灣原住民的文學組織，2016年6月25日在台北市正式成立，英文名稱為Taiwan Indigenous Pen（簡稱TIP） 。
台灣原住民筆會成立的主要宗旨「在於推廣台灣原住民文化與文學創作、研究與交流」，具體任務如下：一、鼓勵與培養原住民作家，並推薦爭取相關權益與獎項。二、激發與匯集原住民創作能量，促進外譯與交流機會。三、引領原住民文化與文學研究能量的持續累積。四、爭取相關資源，陪伴與照顧作家持續寫作。

## 歷史
2009年2月21日召開「台灣原住民文學作家筆會」籌備會，由孫大川主持。7月25日在台北國際藝術村召開成立大會，以發展台灣原住民文學為目的，結合「台灣原住民作家」、「台灣原住民文學研究者」以及關懷原住民文學發展之「各領域作家」等可能之力量，共同營造有利台灣原住民文學永續發展之條件。發展初期以「軟性組織」為基礎，層級力求簡單，以保持彈性、發揮最大效益。大會選出孫大川為第一任會長。
2015年初，為了更有效發揮筆會功能，決定向中華民國內政部登記成為立案的社會團體，並改選會長，調整方向，加強工作編組，落實「創作推廣」「學術研究」「加強出版」「外譯交流」「族語文學」「介入議論」「活動聯誼」「作家照顧」「成立文學苑」等幾個工作面相。
2015年4月24日，更改名稱為「台灣原住民筆會」，並開始「發起人」招募工作。
2016年1月29日行文內政部，3月30日獲准籌組。同年4月30日在台北市召開第一次籌備會議，6月4日召開第二次籌備會議。
2016年6月25日台灣原住民筆會在台北市耕莘文教院舉行成立大會，林二郎(巴代)當選第一任會長，理事會並通過聘請孫大川為名譽會長。

## 發起
發起人：孫大川、陳張培倫、葉賢能、林德義（林歌）、吳介禎、里慕伊．阿紀、阿烏、伍聖馨、王慈憶、余友良、趙啟明、蕭素惠、林宜妙、巴代，以上有出席第一次籌備會議。

委託出席的有：馬紹．阿紀、曾友欽、陳芷凡、許寶芳、沈夙崢、余順琪、馬昀甄。

籌備會議推選出孫大川、陳張培倫、巴代、阿烏、里慕伊、林德義（林歌）、吳介禎、葉賢能、余友良等九位為籌備委員。

## 重要活動
2016年第一階段，將整理並出版《原住民文學選集》第二輯8冊，並逐步持續推動與加強一些事務:「文學創作選集」「加強出版業務」「推動學術研究」「整理族語文學」「外譯與交流」「社會議題論述」「推廣閱讀教育」「活絡會員聯誼」「推薦會員參加獎項」「會員照顧」

### 2016年
- 4月30日：由21位原住民作家發起的「台灣原住民筆會」於台北市文山區召開第一次籌備會議。
- 5月4日：依據第一次籌備會議之工作分配，由林德義（林歌）建置中文維基百科「台灣原住民筆會」條目並架設台灣原住民筆會網站（book.tiphome.tw）。
- 6月4日：台灣原住民筆會第二次籌備會議，由林二郎(巴代)、曾修媚、葉賢能、林德義（林歌）、林宜妙、吳介禎等6人出席會議，確定成立大會召開日期、地點並，擬訂成立大會手冊內容討論案。
- 6月25日：台灣原住民筆會在台北市耕莘文教院舉行成立大會，由林二郎(巴代)當選第一任會長、理事會並通過聘請孫大川為名譽會長。成立大會除了選舉第一屆理監事，討論通過筆會章程，及各工作組的任務編組外，會中並通過105(2016)年度的工作計畫，包括召開原住民漢語文學選輯編審會議，及原住民文學台德外譯交流座談會。第一屆理事15人：林二郎（常務理事兼任理事長）、簡李永松（常務理事）、曾修媚／里慕依．阿紀（常務理事）、吳俊傑（瓦歷斯．諾幹）、余友良、陳芷凡、趙啟明、乜寇．索克魯曼、高振蕙、葉賢能、卜袞．伊斯馬哈單．伊斯立端、趙聰義、林德義（林歌）、董恕明、林金玉。第一屆監事5人：陳張培倫（常務監事）、王雅萍、馬紹．阿紀、吳介禎、悠蘭．多又。